# Liponeura bischoffi
Liponeura bischoffi is een muggensoort uit de familie van de Blephariceridae. De wetenschappelijke naam van de soort is voor het eerst geldig gepubliceerd in 1928 door Edwards.